# 臺北大空襲
臺北大空襲是發生於1945年5月31日第二次世界大戰中由美軍對日屬台灣所發動的轟炸行動。在轟炸行動前，盟軍曾預先投下傳單警告台灣人，此次轟炸為臺北市歷史上所遭受最大規模的空襲攻擊行動。根據美軍第五航空隊《Fifth Air Force-Air War against Japan》記載，美軍總共在台北投彈310噸，依臺灣總督府統計1944年10月12日至1945年8月10日，全台灣空襲死亡5,582人、失蹤419人、重傷3,667人、輕傷5,093人，罹災277,383人，而台北死亡1,678人，失蹤170人，重傷891人，輕傷1,316人，共計死傷4,055人。因臺北州涵蓋範圍以及人口較密集，次於高雄州4,093人，高於臺南州3,950人。若以房舍受損來看，全壞10,241棟、半壞17,972棟、全燒16,080棟、半燒1,047棟。臺南州的狀況比較嚴重、其次為高雄州、臺北。

## 空襲背景
1943年11月25日，美國陸軍航空軍駐華的第十四航空隊第11轟炸中隊出動8架、中美空軍混合團第一大隊第二中隊出動6架，共14架B-25轟炸機在第十四航空隊23戰鬥大隊的8架P-51、8架P-38掩護下，從中國江西遂川起飛，轟炸了日軍臺灣新竹州飛行基地，毀損日本軍機共52架；這是美軍第一次對臺灣空襲。在此之前，蘇聯航空志願隊和中華民國空軍第一大隊也曾於1938年2月23日轟炸過臺北的松山飛行基地，這些空襲定位於小型且針對軍事機構的零星轟炸。
盟軍對台戰爭行動自1944年起開始改變態勢，雷伊泰島戰役後，美國重新站穩在菲律賓的制海空權；源源不絕的美軍戰機開始從菲律賓出發，對東南亞日本控制區實施毫無間斷的空襲，作為南向政策指標而戮力建設，擁有軍用機場與軍需設施的臺灣島當然也列入打擊目標。1944年10月12日開始，美國陸軍航空隊的長程轟炸機便以菲律賓為基地，定期對臺灣所有軍需產業發動轟炸，炸毀了屏東、虎尾等地可製造酒精燃料的糖廠、高雄港及岡山飛機製造廠（單此工廠便遭受了650噸炸彈轟炸）與石油煉製工業。在主要工業目標遭夷平後，美軍的攻擊目標轉向對台灣一切的有生軍力發動毀滅性掃蕩，此後，位於美軍空襲範圍內的臺北也頻繁地承受盟軍炸彈攻擊。
隔年5月31日美軍轟炸臺北，是為臺北大空襲。因為美軍空襲情況日益嚴重，日本官方亦依過大稠密之都市住民疏散要綱實行疏散（通稱疏開），安排大都市的老人、小孩至郊區或臺灣中南部等地鄉間地區，躲避空襲。

## 空襲始末
美軍在太平洋戰爭採取跳島戰略以減少傷亡加速挺進日本，美軍採取攻佔菲律賓群島和沖繩島、跳過臺灣的方案，不登陸攻佔臺灣，而選擇轟炸空襲臺灣。
美軍對台北實施最嚴重的一次轟炸是發生在1945年5月31日。當天駐菲律賓蘇比克灣的美國第5航空隊派出4支航空大隊共118架B-24轟炸機實施此項任務。5月31日，駐菲美航空隊以三架B-24為一編組上午10點到下午1點專門對台北實施無間斷轟炸。
理論上，日本帝國陸軍及海軍在台灣佈署了不少戰力；然而在菲律賓戰役發動前，1944年10月10日起美軍派遣了航空母艦艦隊到台灣周邊海域逼迫日軍迎戰，為台灣空戰。這項作戰成功把訓練不足的日本航空部隊絞殺殆盡，造成1945年後台灣空中防務空虛，只剩高射砲部隊與高雄、基隆、馬公等主要要塞港尚有零星防務能力。
美軍在台北空襲的作戰目標，是針對臺北城內（今臺北市忠孝西路、中華路、愛國西路、中山南路圍成的四方形）、城外的台灣步兵第一聯隊、山砲兵第48聯隊（兩單位駐地均位於今中正紀念堂園區內）等軍事單位。包含台灣總督府在內，位於榮町、京町、文武町、書院町、明石町、旭町等地的主要總督府所轄官署建物等等合計共受到90磅M82破片殺傷彈1,260枚及1,000磅通用炸彈195枚。

## 空襲死傷與影響

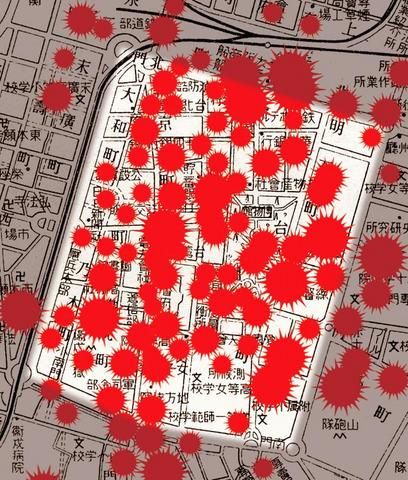
市區落彈狀況

此次空襲造成的最主要毀損應屬台灣總督府（今總統府）正面遭直接命中：這棟建築物雖在空襲前使用迷彩百般偽裝，仍難逃一劫；該建物傾斜並引發大火，以致戰後不堪使用，至1948年才修復完成。另外比如總務長官官邸、台灣鐵道飯店、總督府圖書館、台灣電力株式會社、台灣軍司令部、台北帝大附屬醫院、台北車站、台灣銀行、台北公園、台灣高等法院、度量衡所等等官署廳舍也都遭到程度輕重不一的毀損。
美軍此次轟炸雖以台北城內政府軍事、經濟活動頻繁地點為主要目標，但仍波及不少平民住宅及設施。其中最嚴重的破壞，就屬當時被雙連地區居民當成防空設施的蓬萊町天主堂（今聖母無原罪主教座堂）遭擊中幾近全毀。除此之外成淵中學、艋舺龍山寺、臺北第一女高（今北一女）、臺北一中（今建國中學）等學校、廟宇、戲院與不少鄰近主轟炸區域的民宅也普遍受到轟炸毀損。其中，艋舺龍山寺的正殿、左廊均被炸燬，置於寺中的黃土水雕塑作品《釋迦出山》原作也焚燬於這次大空襲；唯幸龍山寺正殿佛像未損、《釋迦出山》石膏原模尚存。
這場空襲中，台北市民死傷慘重。當日死亡人數雖有報導指出高達約3,000多人，然而依台灣總督府警務局防空課彙編的昭和20年5月《台灣空襲狀況集計》，顯示台北州在5月的一整個月裡，共有759人因空襲死亡、64人失蹤。
- 轟炸後的總督府廳舍
- 淡水戲館（新舞台）於空襲中全毀
- 蓬萊町天主堂原為城內民眾避難所，仍被炸毀。
- 毀於大空襲的原艋舺龍山寺正殿
- 受到波及的臺灣鐵道飯店

## 空襲後續
由於日軍衰敗陷入疲態，這場空襲中台北幾乎無空防，在面對盟軍轟炸時毫無抵抗。為此，台灣總督府開始針對各級學校實施更徹底的校園疏散措施及防空演練。
由於戰後的中華民國政府在歷史教育中大多強調抗日戰爭，對臺灣史少有著墨，因此台北大空襲未曾在教科書中被提及，甚至有些人並不清楚當時對台灣進行轟炸的對象是日本還是美國，以致戰後少數報導或少數人出現「二戰時日軍轟炸台灣」的謬誤。

## 二戰後相關活動
2014年5月31日上午，民進黨創黨元老魏耀、文史工作者陳婉真、國立東華大學教授施正鋒與中國醫藥大學學生邱彥維共組的社運團體「甲午變天」舉辦「531轟趴總統府」行動，由甲午變天成員巴燕·達魯帶領穿黑衣的與會者約50人，在台北市懷寧街以泰雅族祭典慰祭這場空襲中死亡的台北市民。

## 未爆彈
- 2009年7月15日，兩顆疑為本次空襲遺留之美軍未爆彈，在臺北捷運信義線杭州南路一帶工地（鄰近中正紀念堂）地下1公尺處被工程人員發現，後來由中華民國國軍未爆彈處理小組順利卸除，未釀成傷亡[20][21][22][23]。
- 2014年2月13日上午8時，臺北市信義計畫區南山廣場空地、信義威秀影城後側位置，即臺北世貿二館原址工地，施工單位使用連續壁挖掘機動工時，於地下8公尺處發現並挖出未爆彈，為昔日美軍550磅炸彈[24]。

## 相關作品
- 《米機襲來：二戰台灣空襲寫真集》[25]
- 《空襲福爾摩沙：二戰盟軍飛機攻擊台灣紀實》[26]
- 桌上遊戲、電腦遊戲：《台北大空襲》（迷走工作坊，2017年）[27]
- 鄭宜農《終戰》：遊戲《台北大空襲》主題曲
- 2023年迷走工作坊推出基於 《台北大空襲》 桌遊改編舞台劇在台北、高雄演出。

## 外部連結
- 臺灣文史資源(空間圖資)海外徵集與國際合作 ... - 中央研究院 （页面存档备份，存于）
- TaiwanAirBlog - TaiwanAirPower.org （页面存档备份，存于）